# Монтаг'ю (Каліфорнія)
Монтаг'ю (англ. Montague) — місто (англ. city) в США, в окрузі Сискію штату Каліфорнія. Населення — 1226 осіб (2020).

## Географія
Монтаг'ю розташований за координатами 41°43′38″ пн. ш. 122°31′50″ зх. д. / 41.72722° пн. ш. 122.53056° зх. д. (41.727088, -122.530511).  За даними Бюро перепису населення США в 2010 році місто мало площу 4,64 км², з яких 4,60 км² — суходіл та 0,04 км² — водойми.

## Демографія
Згідно з переписом 2010 року, у місті мешкали 1443 особи в 576 домогосподарствах у складі 372 родин. Густота населення становила 311 особа/км².  Було 633 помешкання (136/км²).
Расовий склад населення:
| - 86,7 % — білих - 4,6 % — корінних американців - 0,6 % — азіатів - 0,3 % — чорних або афроамериканців - 0,1 % — вихідців з тихоокеанських островів - 1,2 % — осіб інших рас |

До двох чи більше рас належало 6,6 %. Частка іспаномовних становила 7,4 % від усіх жителів.
За віковим діапазоном населення розподілялося таким чином: 25,5 % — особи молодші 18 років, 61,7 % — особи у віці 18—64 років, 12,8 % — особи у віці 65 років та старші. Медіана віку мешканця становила 37,9 року. На 100 осіб жіночої статі у місті припадало 95,3 чоловіків;  на 100 жінок у віці від 18 років та старших — 96,2 чоловіків також старших 18 років.
Середній дохід на одне домашнє господарство  становив 52 436 доларів США (медіана — 46 591), а середній дохід на одну сім'ю — 59 003 долари (медіана — 52 955). Медіана доходів становила 40 625 доларів для чоловіків та 36 250 доларів для жінок. За межею бідності перебувало 21,2 % осіб, у тому числі 26,1 % дітей у віці до 18 років та 6,1 % осіб у віці 65 років та старших.
Цивільне працевлаштоване населення становило 631 осіб. Основні галузі зайнятості: освіта, охорона здоров'я та соціальна допомога — 23,1 %, роздрібна торгівля — 12,8 %, науковці, спеціалісти, менеджери — 11,6 %, виробництво — 11,6 %.